# 6271 Farmer
6271 Farmer eller 1991 NF är en asteroid i huvudbältet som upptäcktes 9 juli 1991 av den amerikanske astronomen Eleanor F. Helin vid Palomar-observatoriet. Den är uppkallad efter Crofton B. Farmer.
Asteroiden har en diameter på ungefär 5 kilometer och den tillhör asteroidgruppen Hungaria.